# Hombres
"Hombres" (em português:  Homens) foi o título da canção que representou a televisão pública espanhola Televisión Española no Festival Eurovisão da Canção 1993 que teve lugar em Millstreet, na Irlanda.
Foi cantada em castelhana por Eva Santamaría. Na noite do festival, foi a vigésima-segunda canção a ser interpretada, a seguir à canção croata "Don't ever cry, interpretada pela banda Put e antes da canção cipriota "Mi Stamatas", interpretada por Kyriakos Zymboulakis e Dimos van Beke. Terminou a competição em 11.º lugar, tendo recebido um total de 58 pontos.  No ano seguinte, a Espanha fez-se representar com a canção "Ella no es ella cantada por Alejandro Abad

## Seleção interna
De 1977 a 1999, a TVE usou um sistema de seleção interna para escolher o/a cantor/a e a canção para representar aquela estação de televisão na Eurovisão. Para 1993, Eva Santamaría, uma jovem cantora (então com apenas 22 anos) que tinha acabado de gravar o seu primeiro disco em Los Angeles , na Califórnia, Estados Unidos da América foi selecionada para ir a Millstreet com o tema "Hombres" .

## Autores
- Letrista e Compositor: Carlos Toro
- orquestrador:  Eduardo Leyva

## Letra
A canção é cantada do ponto de vista de uma mulher cansada de encontros e dos homens em geral. Santamaría descreve os homens como "egoístas", "vaidosos". ""inúteis", acusando-os de confundirem "machismo e masculinidade", e lamentando que que quando eles dizem "amor", eles querem dizer "sexo".Contudo, ela canta que quando os homens não estão em redor "as mulheres sentem-se tristes, e que os homens verdadeiramente fazem as mulheres felizes, que eles são com uma complementaridade como "guerra e paz...sol e lua,, terra e mar"